# Saliou Ciss
Saliou Ciss (Dakar, Senegal, 15 de junio de 1989) es un futbolista senegalés que juega de defensa.

## Selección nacional
En julio de 2012 fue incluido en la lista de 18 jugadores que representaron a Senegal en el Torneo de Fútbol Masculino de los Juegos Olímpicos de Londres 2012.
En 2018 se disponía a participar en el Mundial pero una lesión de última hora le hizo perderse la competición.

### Participaciones internacionales
| Torneo                | Sede       | Resultado        |
| --------------------- | ---------- | ---------------- |
| Juegos Olímpicos 2012 | Inglaterra | Cuartos de final |

## Clubes
| Club                        | País    | Año       |
| --------------------------- | ------- | --------- |
| Tromsø IL                   | Noruega | 2010-2013 |
| Valenciennes F. C.          | Francia | 2013-2017 |
| Angers S. C. O.             | Francia | 2017-2019 |
| Valenciennes F. C. (cedido) | Francia | 2018      |
| Valenciennes F. C. (cedido) | Francia | 2019      |
| A. S. Nancy-Lorraine        | Francia | 2019-2022 |

## Palmarés

### Títulos internacionales
| Título                    | Club (*)             | Sede    | Año  |
| ------------------------- | -------------------- | ------- | ---- |
| Copa Africana de Naciones | Selección de Senegal | Camerún | 2021 |

(*) Incluyendo la selección.